# Велика Морава
Вели́ка Мора́ва — річка в Сербії, права притока Дунаю. Утворюється злиттям річок Південна Морава і Західна Морава. Довжина 217 км, від витоку Південної Морави — 563 км; сточище 38 тисяч км² (у тому числі 1,2 тисячі км² на території Болгарії); середня витрата води в гирлі — близько 260 м³/с.
Тече по Моравській рівнині, де є поділ на рукави.
Основна притока річка Ібар (272 км).

## Міста
- Парачин
- Чупрія